# Martelarenplein (Tripoli)

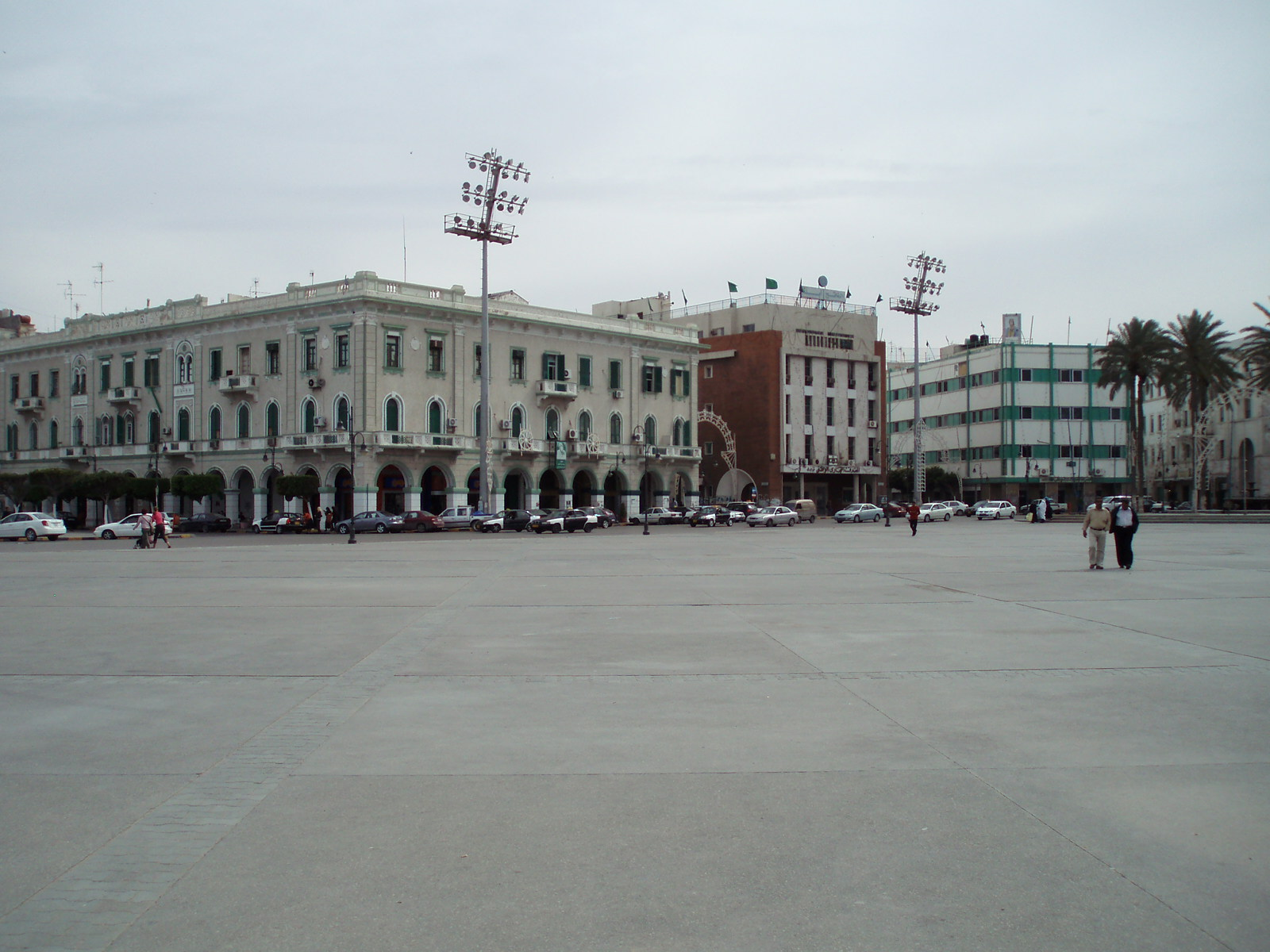
Martelarenplein in Tripoli

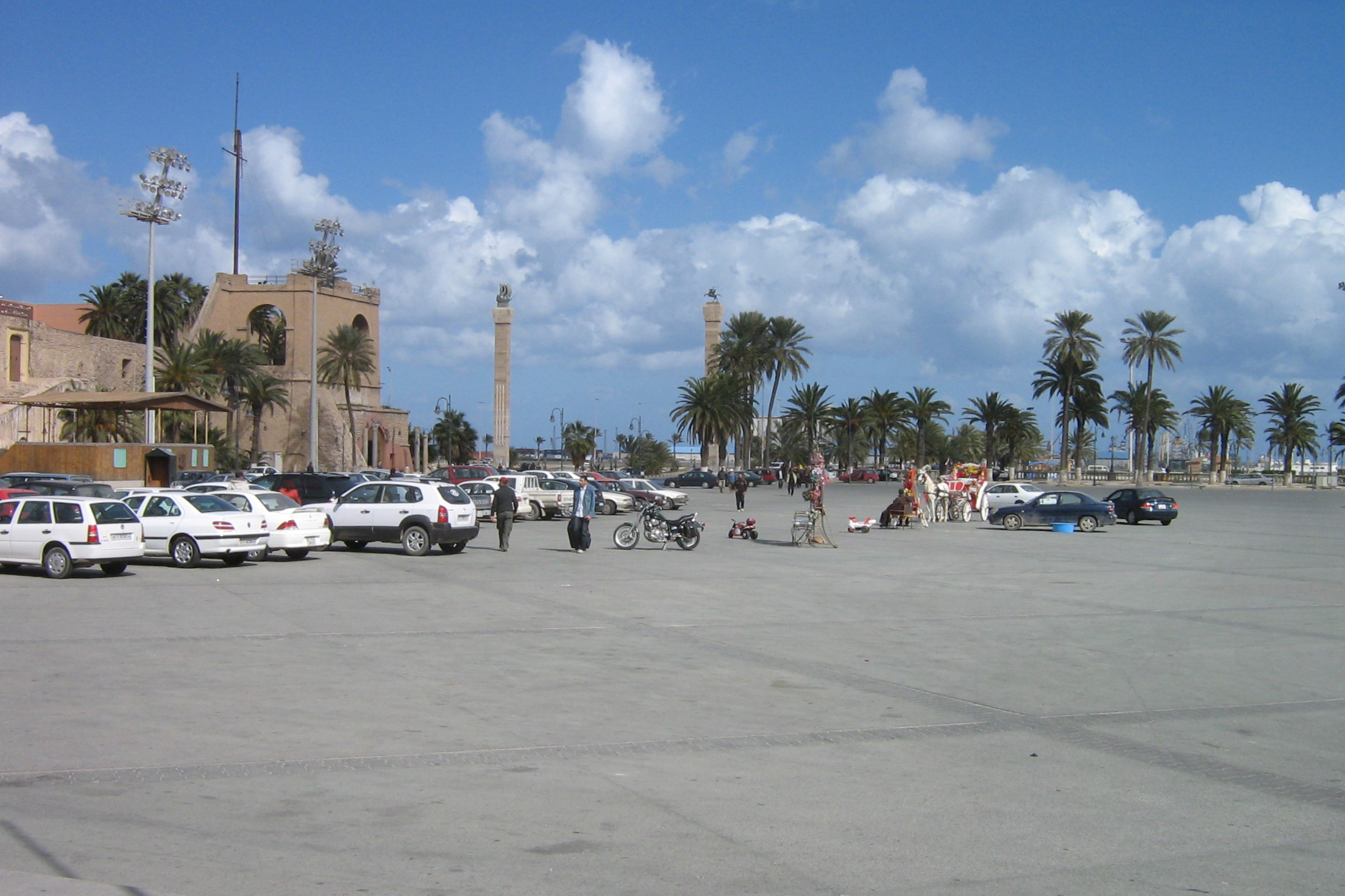
Martelarenplein met links het Rode Kasteel

Het Martelarenplein (Arabisch: ميدان الشهداء Majdān asj-Sjoehadā’) is een centraal plein in de Libische hoofdstad Tripoli. De anti-Qadhafi-rebellen refereren sinds 21 augustus 2011 zo aan het plein dat voorheen als Groene Plein (Arabisch: الساحة الخضراء as-Sāḥah al-Chaḍrā’) bekendstond. Rond het plein ligt het commercieel centrum van de stad. Ten noordwesten van het plein staat het Assaraya al-Hamra (Rode Kasteel), een versterkt paleis met verscheidene binnenplaatsen dat tegenwoordig een museum huisvest.

## Geschiedenis
Vóór de Italiaanse tijd was het plein een broodmarkt (suk al-khubs). In de jaren 1930-1939 werd die meermaals uitgebreid. Het droeg in de koloniale periode de naam Piazza Italia ("Italiëplein"). Toen in 1951 het koninkrijk Libië onafhankelijk werd, kreeg het plein de naam Majdān al-Istiqlāl (ميدان الاستقلال, "Onafhankelijkheidsplein"). Na de staatsgreep van de Vrije Officieren onder leiding van Moammar al-Qadhafi in 1969 werd het plein omgedoopt tot as-Sāḥah al-Chaḍrā’ (الساحة الخضراء , "Groene Plein") en symboliseerde daarmee Qadhafi's ideologie, die een synthese tussen islam en socialisme voorstelde. Tot in de jaren zestig lag ook het bekende Royal Miramare Theatre aan het plein; dit theater heeft Qadhafi laten slopen.
Op het plein waren protesten tegen de overheid in februari 2011. Het plein verwierf vooral bekendheid tijdens de protesten in maart 2011, toen hier (op verschillende momenten) zowel de aanhangers (20 en 25 maart) als tegenstanders (25 maart) van Qadhafi zich verzamelden om te protesteren. Op 1 juli 2011 sprak Qadhafi hier duizenden van zijn aanhangers toe. In de nacht van 21 op 22 augustus, tijdens de Slag om Tripoli, namen rebellen het plein en het omliggende gebied in, dat zij officieus hernoemden tot Majdān asj-Sjoehadā’ (ميدان الشهداء , "Martelarenplein") om de herinnering aan Qadhafi's bewind uit te wissen en de gevallenen van de opstand te eren.